# 928
Năm 928 là một năm trong lịch Julius.